# Titi Baroeh
Titi Baroeh is een bestuurslaag in het regentschap Aceh Timur van de provincie Atjeh, Indonesië. Titi Baroeh telt 421 inwoners (volkstelling 2010).